# Editorial Carceller
Editorial Carceller (fins a 1921, Editorial valenciana) va ser una editorial valenciana fundada per Vicent Miguel Carceller en 1909. Estava especialitzada en revistes de temes valencians (teatre, falles i humor costumista), si bé a partir dels anys 30 comença a publicar material de tipus eròtic i anticlerical. La seua publicació més coneguda fou La Traca, que conegué diverses èpoques. L'editorial fou tancada en 1939 amb la victòria franquista en la Guerra Civil Espanyola, sent mort el seu director i perseguits, si no assassinats, alguns dels seus col·laboradors.

## Publicacions[3]

### Teatre
- El Cuento del Dumenge (1914-1921)
- Nostre Teatro/Nostre Teatre (1921-1922 i 1930-1932)

### Festes i tradicions
- El Fallero (1921-1936)
- El Clarín (revista taurina, en castellà, 1922-1935)

### Humor
- La Traca (1912-1923, 1931-1934 i 1936-38)
- La Sombra (1924-1926)
- La Chala (1926-1931 i 1931-1934)

Totes tres són la mateixa revista, amb canvis de capçalera per a esquivar la censura. També s'utilitzaren els noms La Nova Traca o La Traca Nova en altres èpoques. A partir de 1931, La Traca es torna a publicar, en paral·lel a La Chala, però canviant la seua temàtica per una més anticlerical i amb una marcada línia radical republicana, publicant-se en castellà arreu de l'Estat Espanyol.

### Sicalíptiques (en castellà)[4]
- El chorizo japonés (1915)
- El Piropo (1931)
- Bésame (1932)
- Rojo y Verde (1932)
- Fifí (1932)